# Lago del Desierto
Lago del Desierto är en sjö i Argentina. Den ligger i den södra delen av landet. Lago del Desierto ligger 506 meter över havet. Arean är 8,9 kvadratkilometer. Den sträcker sig 10,2 kilometer i nord-sydlig riktning, och 3,8 kilometer i öst-västlig riktning.
Trakten runt Lago del Desierto består i huvudsak av gräsmarker. Trakten runt Lago del Desierto är nära nog obefolkad, med mindre än två invånare per kvadratkilometer.